# ماريانو جالفيز
ماريانو جالفيز (بالإسبانية: Mariano Gálvez)‏ هو رجل دولة غواتيمالي، ولد في عقد 1790 في مدينة غواتيمالا في غواتيمالا، وتوفي في 29 مارس 1862 في مدينة مكسيكو في المكسيك.

## وصلات خارجية
- ماريانو جالفيز على موقع الموسوعة البريطانية (الإنجليزية)